# 20531 Стівбебкок
20531 Стівбебкок (20531 Stevebabcock) — астероїд головного поясу, відкритий 7 вересня 1999 року.
Тіссеранів параметр щодо Юпітера — 3,512.